# Asellio
Asellio (lateinisch: Eselstreiber) war ein Cognomen einer plebeischen Familie der gens Sempronia. Es nicht zu verwechseln mit dem Cognomen Asellus.

## Namensträger
- Aulus Sempronius Asellio, Prätor 89 v. Chr.
- Lucius Sempronius Asellio, Prätor in Sizilien
- Sempronius Asellio (ca. 158 v. Chr. – 91 v. Chr.), römischer Historiker